# Topolino e la banda dei piombatori
Topolino e la banda dei piombatori (The plumber's helper) è una storia a fumetti della Disney realizzata da Floyd Gottfredson (soggetto e disegni), Merrill De Maris (sceneggiatura), Ted Thwaites (ripasso a china), pubblicata sui quotidiani statunitensi dal 2 luglio al 10 dicembre 1938. In Italia è stata pubblicata per la prima volta sui numeri dal 325 al 352 di Topolino (giornale), dal 16 marzo al 21 settembre 1939.
Nell'agosto del 1971 è stata inclusa nel volume Trilogia di Topolino (della collana Oscar Mondadori, Milano, n° 356), insieme a Topolino e il mistero di Macchia Nera e Topolino all'età della pietra.
La storia vanta anche un sequel: Topolino e il ritorno dei "Piombatori", scritta dai fratelli Abramo e Giampaolo Barosso e disegnata da Sergio Asteriti, pubblicata sul numero 780 di Topolino, datato 8 novembre 1970.
Nel 2016 è stato realizzato un remake della storia originale, adattato ai tempi, dal titolo Topolino e la banda dei cablatori, su testi di Tito Faraci e disegni di Lorenzo Pastrovicchio, pubblicato sul numero 3168 di Topolino.

## Trama
L'avventura segna l'esordio del personaggio di Giuseppe Tubi, rapinatore appartenente alla banda dei piombatori, che maschera la propria losca attività lavorando come idraulico.
Topolino, avendo perso tutti i suoi risparmi in un fallimento bancario, cerca lavoro e, dopo alcuni tentativi, diventa apprendista idraulico presso la bottega di Tubi: ma presto scoprirà la doppia vita del suo datore di lavoro. E, dopo alcune gag in cui si mostra la volontà fallita di Topolino e l'incompetenza del suo datore di lavoro, Tubi verrà arrestato dallo stesso Topolino con l'aiuto dell'Ispettore Manetta (qua alla sua prima apparizione).